# 薔薇は死んだ
『薔薇は死んだ』（ばらはしんだ、原題：Félvilág）は、2015年のハンガリーのミステリ映画。1914年にマグナシュ・エルザが殺害された実際の事件を題材とした作品である。

## あらすじ
第一次世界大戦直前のオーストリア=ハンガリー帝国のブダペストでカトゥはメイドの職を求めてエルザの屋敷を訪れる。エルザは実業家のマックスの愛人として自由な生活を送っていたが、上流階級の出身ではないことから、社交界に入れないことを不満に思っていた。そんな中、エルザは、メイドとして雇ったカトゥを気に入るが、元々メイドをして働いていたロージはエルザがカトゥを可愛がることに不満を持っていた。

## スタッフ
- 監督：スアース・アッティラ
- 脚本：コーブリ・ノルベルト
- 撮影：ナジ・アンドラース

## キャスト
- マグナシュ・エルザ：コヴァーチ・パトリシア（ハンガリー語版）
- カトゥ：ドーブローシ・ラウラ（スペイン語版）
- ロージ：グリッウス・ドルカ（英語版）
- マックス：クルカ・ヤノシュ（英語版）
- ゲルゲイ：シャーンドル・ペーテル（ハンガリー語版）